# Анхель де лос Сантос
Анхель де лос Сантос (ісп. Ángel De los Santos, нар. 3 листопада 1952, Уельва) — іспанський футболіст, що грав на позиції півзахисника.
Виступав, зокрема, за клуб «Реал Мадрид», у складі якого — чемпіон Іспанії, дворазовий володар Кубка Іспанії,  володар Кубка УЄФА. 

## Ігрова кар'єра
У дорослому футболі дебютував 1975 року виступами за команду клубу «Сант-Андреу», в якій провів один сезон, взявши участь у 27 матчах чемпіонату. 
Згодом з 1976 по 1979 рік грав у складі команд клубів «Реал Хаен» та «Саламанка».
1979 року перейшов до клубу «Реал Мадрид», за який відіграв 6 сезонів.  Більшість часу, проведеного у складі мадридського «Реала», був основним гравцем команди. За цей час виборов титул чемпіона Іспанії, ставав володарем Кубка УЄФА. Завершив професійну кар'єру футболіста виступами за команду «Реал» Мадрид у 1985 році.

## Титули і досягнення
- Чемпіон Іспанії (1):

«Реал Мадрид»: 1979-1980
- Володар Кубка Іспанії (2):

«Реал Мадрид»: 1979-1980, 1981-1982
- Володар Кубка УЄФА (1):

«Реал Мадрид»: 1984-1985
- Володар Кубка іспанської ліги з футболу (1):

«Реал Мадрид»:  1985